# Peter Gabriel (III)
Peter Gabriel — третий студийный альбом британского рок-музыканта Питера Гэбриела, вышедший 30 мая 1980 года на лейблах Charisma Records в Великобритании и Mercury Records в США и ставший первым и единственным альбомом Гэбриэла, выпущенным на Mercury, поскольку Atlantic, ранее занимавшийся его первыми двумя сольными пластинками и последними работами с Genesis, отказался от релиза. Диск содержит пару из наиболее известных песен музыканта — хит «Games Without Frontiers» (попал в британский топ-10) и политизированную композицию «Biko» о трагически погибшем борце против апартеида в Южной Африке Стиве Бико.
Как и в случае с предыдущими работами Гэбриела, обложка содержит лишь эпоним музыканта. Альбом получил неофициальные названия Peter Gabriel 3 или Melt (с англ. — «Тающий») из-за его обложки с фотографией, созданной студией Hipgnosis.

## Релиз
Прослушав миксы сессий в начале 1980 года, руководитель отдела A&R Atlantic Records Джон Калоднер посчитал альбом недостаточно коммерческим для выпуска и порекомендовал лейблу разорвать контракт с Гэбриэлом. «Atlantic Records вообще не хотели его выпускать», — рассказывал Гэбриэл в интервью Марку Блейку. «Ахмет Эртегюн вопрошал: „Какое дело американцам до этого парня из Южной Африки?“ и «Питер был в психушке?» — всё из-за странного трека „Lead a Normal Life“. Они подумали, что у меня случился нервный срыв и я записал какой-то бред... Я-то чувствовал, что наконец-то нашёл себя на этой пластинке, а потом кто-то просто взял и всё это растоптал. Я пережил какой-то первобытный страх отвержения».  
В результате из-за отказа Atlantic релиз альбома был отложен с запланированной даты выпуска в феврале 1980 года до мая, когда наконец удалось заключить новый контракт на дистрибуцию в США с Mercury Records. После этого альбом вышел по всему миру. Одновременно была выпущена немецкоязычная версия альбома — Ein deutsches Album (с нем. — «Немецкий альбом»).
Альбом стал коммерчески успешным, впервые заняв первое место в британских чартах и достигнув 22-й позиции в Billboard 200 — на тот момент высшего достижения Гэбриэла в США. Кроме того, сингл «Games Without Frontiers» стал его самым успешным хитом на тот момент, заняв 4-е место в Великобритании. После всех проблем, возникших с Atlantic, Габриэль заявил, что он почувствовал себя реабилитированным подобной реакцией публики.
Несколько месяцев спустя Калоднер, теперь уже работая на недавно созданном лейбле Geffen Records, осознал свою ошибку и даже поспособствовал тому, что Гэбриэл одним из первых артистов подписал контракт с новым лейблом. В 1983 году, когда права Mercury на альбом истекли, Geffen переиздал его и занимался его распространением в США вплоть до 2010 года. По совпадению, после слияния PolyGram (материнской компании Mercury) с Universal Music Group (материнской компанией Geffen) в 1999 году, Mercury и Geffen стали частью одной корпорации.

## Список композиций
Все песни написаны Питером Гэбриелом.
| №  | Название               | Длительность |
| -- | ---------------------- | ------------ |
| 1. | «Intruder»             | 4:54         |
| 2. | «No Self Control»      | 3:55         |
| 3. | «Start»                | 1:21         |
| 4. | «I Don’t Remember»     | 4:42         |
| 5. | «Family Snapshot»      | 4:28         |
| 6. | «And Through the Wire» | 5:00         |

| №                   | Название                  | Длительность |
| ------------------- | ------------------------- | ------------ |
| 1.                  | «Games Without Frontiers» | 4:06         |
| 2.                  | «Not One of Us»           | 5:22         |
| 3.                  | «Lead a Normal Life»      | 4:14         |
| 4.                  | «Biko»                    | 7:32         |
| Общая длительность: | Общая длительность:       | 45:32        |

## Участники записи
- Питер Гэбриел — вокал, фортепиано, синтезатор, бас-синтезатор, перкуссия
- Кэйт Буш — бэк-вокал на «No Self Control» и «Games Without Frontiers»
- Джерри Маротта[англ.] — ударные, перкуссия
- Ларри Фаст[англ.] — синтезатор, бас-синтезатор
- Роберт Фрипп — гитара на «No self control», «I Don’t Remember» и «Not One of Us»
- Джон Гиблин[англ.] — бас-гитара
- Дэйв Грегори[англ.] — гитара
- Тони Левин — стик на «I Don’t Remember»
- Фил Коллинз — ударные на «Intruder» и «No Self Control»; малый барабан на «Family Snapshot»; сурдо[англ.] на «Biko»
- Дик Моррисси[англ.] — саксофон
- Моррис Перт[англ.] — перкуссия
- Дэвид Роудс — гитара, бэк-вокал
- Пол Уэллер — гитара на «And Through the Wire»

## Позиции в хит-парадах
Еженедельные чарты:
| Год  | Хит-парад                        | Высшая позиция | Пребывание в чарте |
| ---- | -------------------------------- | -------------- | ------------------ |
| 1980 | Австралия (Kent Music Report)    | 29             | нет данных         |
| 1980 | Великобритания (UK Albums Chart) | 1              | 18 недель          |
| 1980 | Канада (RPM Albums Chart)        | 7              | 19 недель          |
| 1980 | Новая Зеландия (RMNZ)            | 38             | 3 недели           |
| 1980 | Норвегия (VG-lista)              | 5              | 10 недель          |
| 1980 | США (Billboard Top LPs & Tape)   | 22             | 29 недель          |
| 1980 | Франция (SNEP)                   | 1              | 62 недель          |
| 1980 | ФРГ (Offizielle Top 100)         | 9              | 21 неделя          |
| 1980 | Швеция (Sverigetopplistan)       | 8              | 9 недель           |

| Хит-парад (1980)             | Позиция |
| ---------------------------- | ------- |
| Великобритания (Gallup Poll) | 33      |
| Канада (RPM Year-End)        | 29      |

| Регион | Сертификация  | Продажи  |
| --- | ------------- | -------- |
| Австралия (ARIA) | Золотой       | 20 000^  |
| Канада (Music Canada) | 2× Платиновый | 200 000^ |
| Франция (SNEP) | Золотой       | 100 000* |
| Великобритания (BPI) | Золотой       | 100 000^ |
| * Данные о продажах приведены только на основе сертификации. ^ Данные о тиражах приведены только на основе сертификации. |               |          |